# Capicua (cantante)
Capicua, nombre artístico de Ana Matos Fernandes (Oporto, 1982), es una rapera portuguesa. Se dio a conocer en la escena musical portuguesa y como MC, con canciones como "Vayorken" y "Maria Capaz".

## Trayectoria
Ana Matos Fernandes nació en Oporto, se licenció en Sociología en el ISCTE - Instituto Universitario de Lisboa y se doctoró en Geografía Humana en la Universidad de Barcelona.
En 2006, publicó en grupo el EP Syzygy y un año después Mau Feitio. En 2008 lanzó en solitario el mixtape Capicua goes Preemo.
En 2012, publicó su primer álbum en solitario, siendo aclamada por la crítica y los medios de comunicación portugueses, consiguiendo profesionalizarse en la música y convertirse en una referencia del hip hop en Portugal. Un año después, lanzó otra mixtape, esta vez con beats de Kanye West. Un año después lanzó su segundo LP, Sereia Louca.
Ha realizado colaboraciones con varios artistas, como Sérgio Godinho, Sam the Kid y DJ Ride. Además, ha impartido conferencias, proyectos sociales y talleres bajo la temática de la palabra y la música.
Su obra está muy influenciada por los poetas portugueses, especialmente la poesía de Sophia de Mello Breyner Andresen. Es reconocida por sus textos tanto emotivos como políticamente comprometidos, por su espontaneidad y actitud feminista.
Es prima del actor Pêpê Rapazote y del ministro de medio ambiente portugués João Pedro Matos Fernandes.

## Reconocimientos
En 2013 fue la ganadora en la categoría de Música de los Prémios Novos. En 2014, su música inspiró el nombre de la plataforma feminista creada por Rita Ferro Rodrigues e Iva Domingues, Maria Capaz.
En 2017, recibió el Premio José da Ponte que reconoce a los jóvenes creadores musicales portugueses.

## Discografía
- 2020 - Nácar
- 2015 - Medusa
- 2014 - Sirena loca (LP)
- 2013 - Capicua va al Oeste ( Mixtape Vol.2)
- 2012 - Capicua (LP)
- 2008 - Capicua va Preemo ( Mixtape Vol.1)
- 2007 - Mal genio
- 2006 - Sicigia (EP)